# Алеманда
Алеманда (на френски: allemande – „немска, германска“) е наименование на 2 вида танц.
През периода на Ренесанса и барока френските композитори въвеждат този термин за обозначаването на германски танц, известен още от Средновековието. Размерът е двуделен, обикновено 2/4 или 4/4, темпото е умерено. В този си вид алемандата става неотменима част от бароковата сюита (обикновено втората, веднага след прелюда). Изпълнява се предимно от малък инструментален ансамбъл. Някои композитори, като Йохан Себастиян Бах и Георг Хендел, пишат алеманди и за солов инструмент – клавир или цигулка. Нерядко, особено при концертната сюита, авторите третират темпото по-свободно – от Largo до Ptesto.
През втората половина на ХVІІІ век с името алеманда се обозначават танцови пиеси в триделен размер 3/4 или 3/2, които наред с лендлера по-късно стават основата на модерния за времето си танц валс.